# Der Nino aus Wien

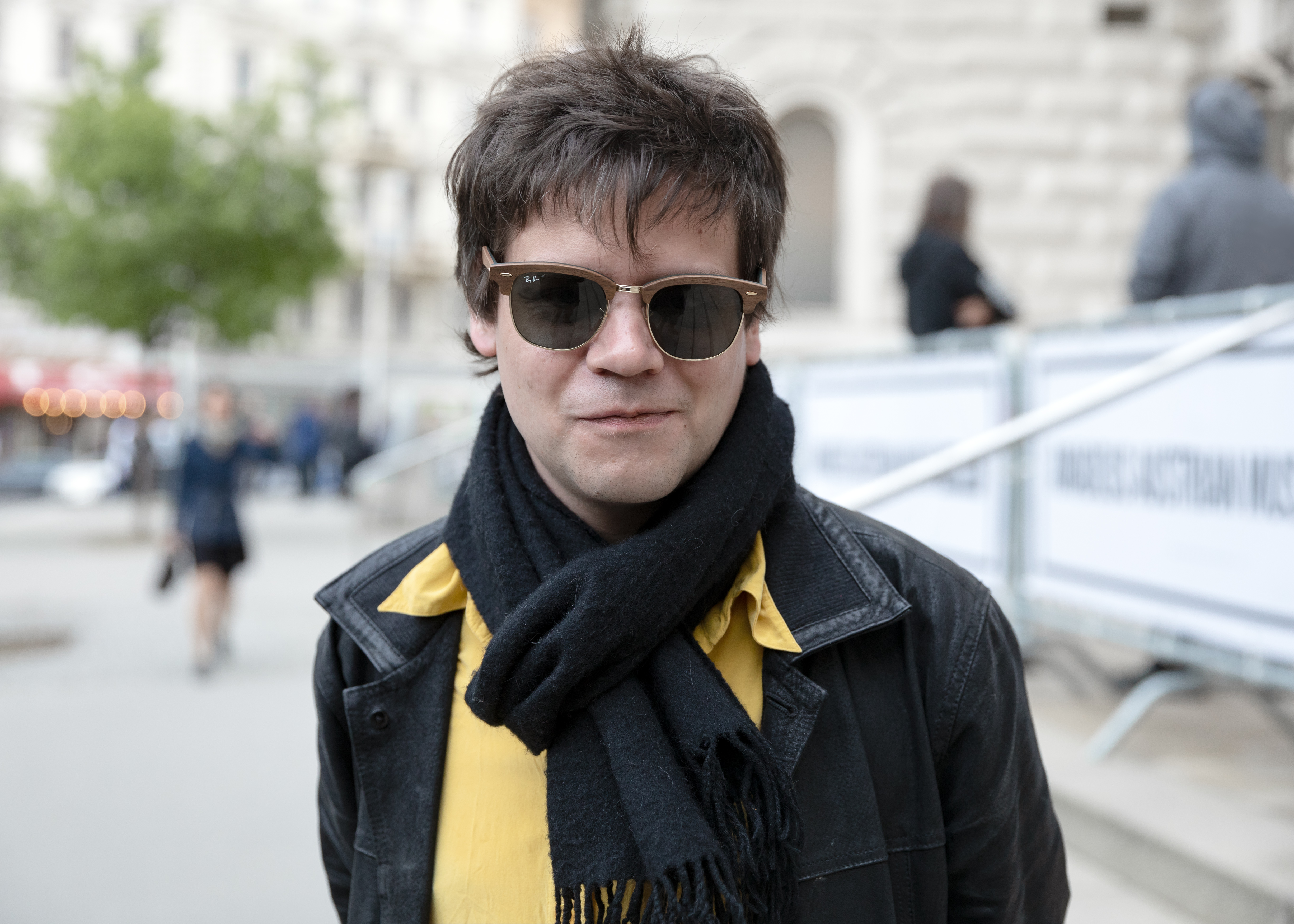
Nino Mandl alias Der Nino aus Wien (2018)

Der Nino aus Wien, bürgerlich Nino Mandl (* 22. Mai 1987 in Wien), ist ein österreichischer Liedermacher und Literat. Er veröffentlicht seine Musik auf dem Wiener Independent-Label Problembär Records. Im Mai 2020 erschien mit Ocker Mond erstmals ein Album auf dem Label MedienManufaktur Wien.

## Werdegang

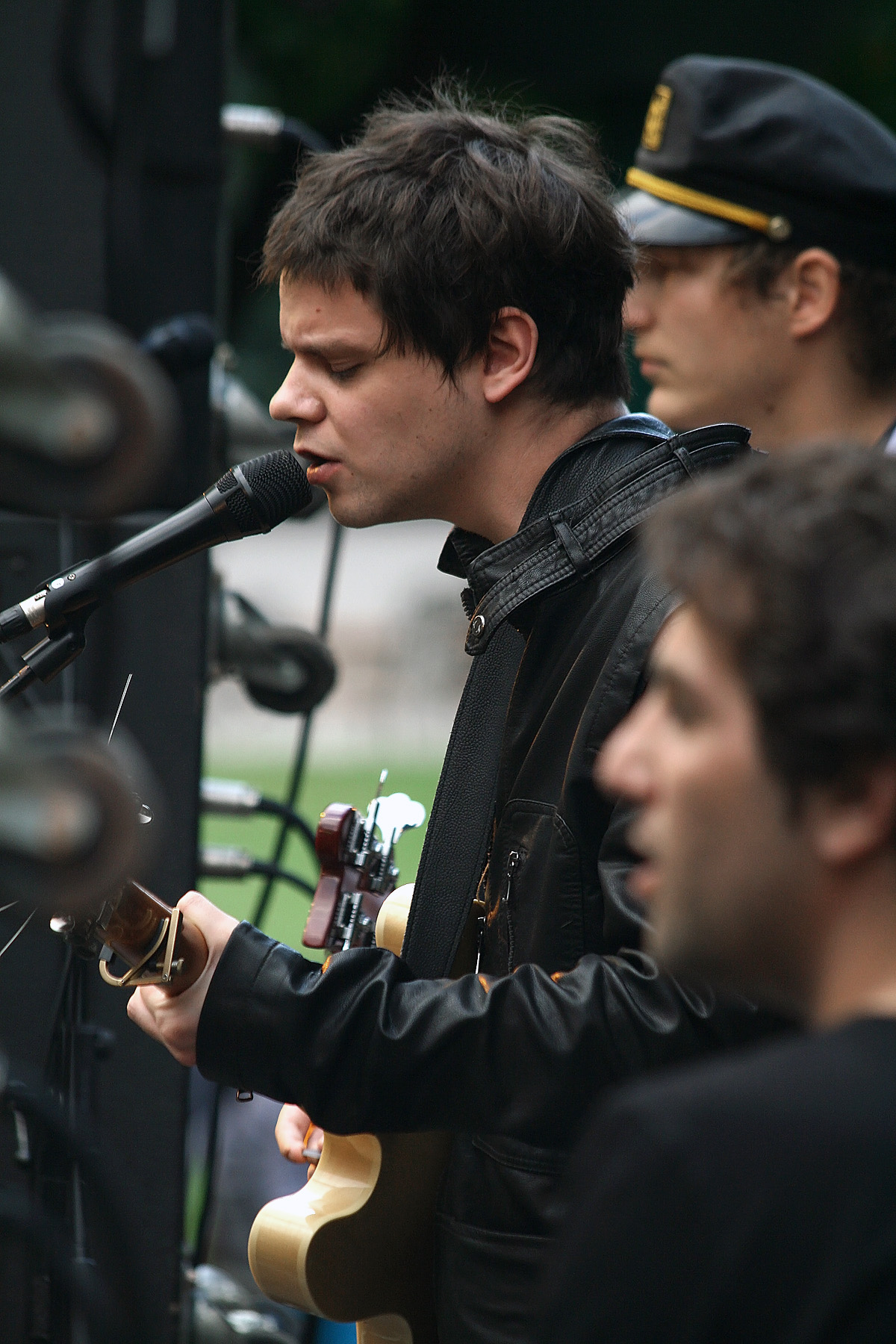
Der Nino aus Wien („Ein Abend im Park“, 2011)

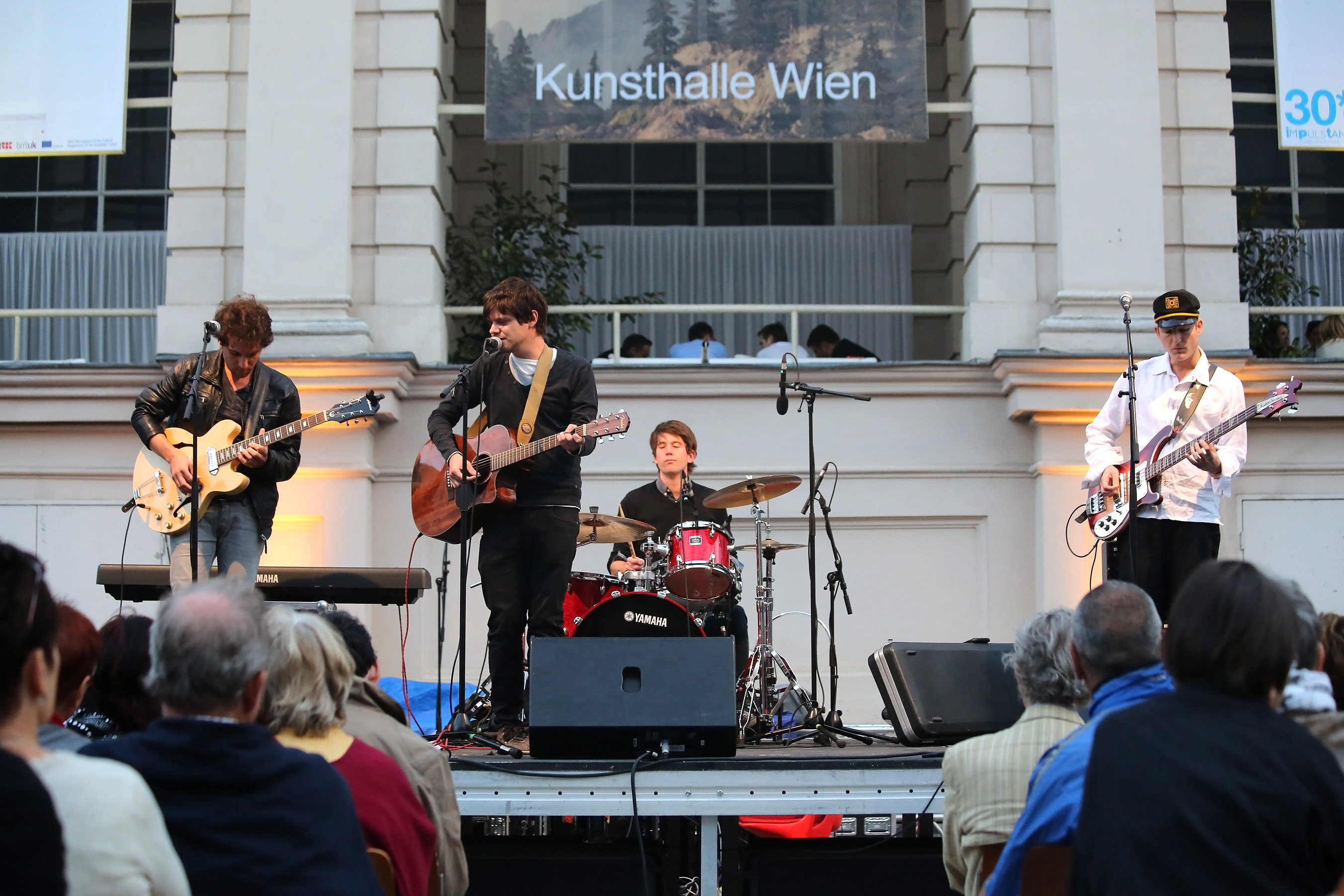
Der Nino aus Wien (o-töne 2013)

Nino Mandl wuchs im Wiener Stadtteil Hirschstetten auf und brachte sich das Gitarrespielen autodidaktisch mit einer Gitarre von Hofer bei. Über MySpace begann Mandl mit der Veröffentlichung seiner Werke. Im Juli 2009 nahm FM4 die Single Holidays aus seinem zweiten Album in die Senderrotation auf, dasselbe geschah einige Monate später mit der Single Du Oasch. Damit wurde er einer breiteren Öffentlichkeit bekannt.
Als Einflüsse nennt Mandl die Beatles, Syd Barrett, die Ramones wie auch die Wienerlied-Interpreten André Heller, Helmut Qualtinger sowie Wolfgang Ambros.
2009 nahm er mit dem Spinat Song am Protestsongcontest teil, 2010 und 2012 war er jeweils unter den Nominierungen für einen Amadeus in den Kategorien „Alternative“ sowie „FM4 Award“. Im Jahr 2011 veröffentlichte er im Rahmen des Sideprojekts Krixi, Kraxi und die Kroxn ein Gratis-Downloadalbum, das seit 2012 auch käuflich als CD zu erwerben ist, sowie als Der Nino aus Wien sein drittes Studioalbum Schwunder. Am 23. November 2012 erschien sein viertes Album Bulbureal. 2013 wurde er für den Amadeus in den Kategorien „Alternative“ sowie „FM4 Award“ für einen Amadeus nominiert, seine Nominierungen fünf und sechs. Mit Bäume und Träume erschienen am 16. Mai 2014 die beiden Studioalben Nummer fünf und sechs. Am 13. März 2015 veröffentlichte er zusammen mit Ernst Molden das Album Unser Österreich.
Beim Amadeus Austrian Music Award 2016 wurde Mandl in der Kategorie „Alternative Pop / Rock“ ausgezeichnet.
Im Herbst 2016 kam im Rahmen der Veranstaltung Steirischer Herbst das Programm „Das grüne Album“ zur Aufführung, gleichzeitig erschien das zugehörige Buch inkl. CD beim Verlag Charlie Bader sowie die Musik-CD bei Problembär Records.
In dem 2023 erschienenen Dokumentarfilm Vienna Calling des deutschen Regisseurs Philipp Jedicke war er, neben Lydia Haider, Voodoo Jürgens, Esrap und Stefanie Sargnagel, einer der Protagonisten.

## The Euphoric Flenson
Unter dem Namen „The Euphoric Flenson“ veröffentlichte Mandl in den Jahren 2009 und 2010 auch Lieder mit verzerrter Stimme. Dieses Alter Ego sollte seine traurige und dunkle Seite zum Vorschein bringen, nach eigenen Angaben die „pure Resignation“. Mit dem Lied Weil ich kein Star bin wurde Mandl mit seinem Alter Ego das erste Mal vom Radiosender FM4 gespielt. In diesem Song beschimpft er das Label Problembär Records, weil es ihn nicht auch mit seinem Alter Ego unter Vertrag genommen hat.

## Diskografie

### Alben
| Jahr | Künstler                             | Titel                                               | Label                                    | Formate                |
| ---- | ------------------------------------ | --------------------------------------------------- | ---------------------------------------- | ---------------------- |
| 2008 | Der Nino aus Wien                    | The Ocelot Show                                     | Problembär Records                       | CD, Digital            |
| 2009 | Der Nino aus Wien                    | Down in Albern                                      | Problembär Records                       | CD, Digital            |
| 2011 | Der Nino aus Wien                    | Schwunder                                           | Problembär Records                       | CD, LP, Digital        |
| 2011 | Krixi, Kraxi und die Kroxn           | Die Gegenwart hängt uns schon lange zum Hals heraus | Problembär Records                       | CD, Digital            |
| 2012 | Der Nino aus Wien                    | Bulbureal                                           | Problembär Records                       | CD, Digital            |
| 2014 | Der Nino aus Wien                    | Bäume                                               | Problembär Records                       | CD, Digital            |
| 2014 | Der Nino aus Wien                    | Träume                                              | Problembär Records                       | CD, Digital            |
| 2015 | Ernst Molden und Der Nino aus Wien   | Unser Österreich                                    | Monkey                                   | CD, LP, Digital        |
| 2016 | Natalie Ofenböck & Der Nino aus Wien | Das grüne Album – Wiener Reise durch die Steiermark | Problembär Records, Verlag Charlie Bader | CD, CD + Buch, Digital |
| 2017 | Der Nino aus Wien                    | Wach                                                | Problembär Records                       | CD, LP, Digital        |
| 2018 | Der Nino aus Wien                    | Der Nino aus Wien                                   | Problembär Records                       | CD, LP, Digital        |
| 2020 | Der Nino aus Wien                    | Ocker Mond                                          | MedienManufaktur Wien                    | CD, LP, Digital        |
| 2021 | Ernst Molden und der Nino aus Wien   | Zirkus                                              | Bader Molden Recordings                  |                        |
| 2022 | Der Nino aus Wien                    | Eis Zeit                                            | MedienManufaktur Wien                    | CD, LP, Digital        |
| 2024 | Der Nino aus Wien                    | endlich Wienerlieder                                | MedienManufaktur Wien                    | CD, LP                 |

### Singles und EPs
| Jahr | Künstler                                        | Titel                                                                         | Label                           | Formate          |
| ---- | ----------------------------------------------- | ----------------------------------------------------------------------------- | ------------------------------- | ---------------- |
| 2010 | Der Nino aus Wien                               | Vollenden / Immer no Oasch                                                    | Problembär Records              | Digital          |
| 2010 | Der Nino aus Wien                               | Johnny Ramone                                                                 | Problembär Records              | 7", Digital      |
| 2010 | Skero und der Nino aus Wien                     | Imma no Oasch (Mr. Urbs adoptivmix)                                           | Tonträger Records               | Digital          |
| 2013 | Der Nino aus Wien                               | I see a Darkness / Des ollaletzte Liad (Live at Ö1 Kulturzelt Donauinselfest) | Problembär Records              | Digital          |
| 2014 | Der Nino aus Wien                               | Diese Person ist cool / Jena                                                  | Problembär Records              | Digital          |
| 2015 | Ernst Molden und der Nino aus Wien              | Ganz Wien / Junge Römer                                                       | Monkey                          | 7"               |
| 2016 | Der Nino aus Wien                               | Adria                                                                         | Problembär Records              | CD, 10", Digital |
| 2016 | Voodoo Jürgens & Der Nino aus Wien              | Hansi da Boxer                                                                | Problembär Records, Lotterlabel | 7", Digital      |
| 2017 | Der Nino aus Wien                               | Coco Bello / Schlagoberskoch 2                                                | Problembär Records              | 7", Digital      |
| 2021 | Georg Danzer / Ernst Molden & Der Nino aus Wien | Loch Amoi                                                                     | Schallter                       | 7"               |

### Kompilationen
| Jahr | Künstler          | Titel                        | Label                          | Formate                                                                                   |
| ---- | ----------------- | ---------------------------- | ------------------------------ | ----------------------------------------------------------------------------------------- |
| 2015 | Der Nino aus Wien | Immer noch besser als Spinat | Problembär Records / Schallter | CD, Doppel-LP + Bonus-CD („Home Recordings“: Demos, Skizzen, Unveröffentlichtes), Digital |

### Hörbücher
| Jahr | Künstler                                  | Titel                                            | Label            | Formate   |
| ---- | ----------------------------------------- | ------------------------------------------------ | ---------------- | --------- |
| 2012 | Natalie Eva Ofenböck und Nino Ernst Mandl | Fräulein Gustl oder Ich muss auf die Uhr schau'n | Edition Meerauge | CD + Buch |

## Publikationen
- 2023: Kochbuch: Take 16, redelsteiner dahimène edition, Wien 2023, ISBN 978-3-9504650-5-1[8]